# Saratamata
Saratamata è un centro abitato di Vanuatu situato nella provincia di Penama, della quale è il capoluogo.